# ガス人間第一号
『ガス人間㐧1号』（ガスにんげんだいいちごう、英題：The Human Vapor）は、1960年12月11日に公開された、東宝製作の特撮映画。カラー、東宝スコープ。監督は本多猪四郎、主演は三橋達也。
併映は『金づくり太閤記』（主演：加東大介、監督：川崎徹広）。
変身人間シリーズの第3作。自身をガス化できる異能者「ガス人間」による完全犯罪を描いたSFスリラーにガス人間とヒロインの悲恋を絡めた本作品は、本多の代表作にも数えられる。

## ストーリー
1960年7月6日、吉祥寺の銀行で強盗殺人事件が発生し、犯人の車は五日市街道の崖から転落するが、放置された車の中に犯人の姿はなかった。付近を捜索する警視庁の岡本賢治警部補は寂びれた屋敷に迷い込み、そこで日本舞踊の没落した春日流家元の美女・春日藤千代の姿を目撃する。その数日後、再び五日市街道付近で強盗殺人事件が発生するが、今回は密室状態の金庫室から金が持ち出され、金庫内にいた銀行員が気管に謎のガスを詰められ窒息死させられるという、前回以上に不可解な犯行だった。
その後、都内で三度目の強盗事件が発生して犯人が現行犯逮捕されるが、一度目と二度目の事件で奪われた現金の隠し場所を吐こうとはしなかった。一方、貧窮していたはずの春日流は絶縁状態だった弟子たちに大金を配って呼び戻し、実行できずにいた発表会の準備を始めるなど、突然羽振りが良くなり始める。岡本は藤千代が事件に関与していると推理し、幼馴染の女流新聞記者・甲野京子と共に藤千代の身辺を捜査する。岡本の読み通り、藤千代の持っていた1万円札と事件で盗まれた紙幣の番号が一致していることが発覚し、彼女は逮捕される。
事件は解決したかに思われたが、警視庁に水野と名乗る男性が自首してくる。水野は自らが一度目と二度目の事件の真犯人であり、三度目の事件は模倣犯に過ぎないと宣言すると、刑事たちの眼前で自身をガス化させて銀行員を殺害し、密室状態の金庫室から脱出してみせる。水野はかつて生物学の権威・佐野博士による宇宙飛行士を生み出す人体実験を受けたが、その失敗により偶然にも自信の身体をガス化させる能力を得たガス人間であり、これまでの犯行は恋人である藤千代の発表会を実現させ、世間に彼女を再評価させるための資金を与えるためだったのだ。無実が証明されて釈放された藤千代は水野に凶行を止めるよう説得するが、自らの異能に全能感を抱く彼は聞き入れない。一方、世間の注目はガス人間に集まっており、一連の事件や模倣犯などによる社会不安を重く見た警察は、水野の抹殺を決断する。
警察は発表会の会場である大ホールに可燃性のUMガスを充満させ、その爆発による抹殺作戦に取りかかる。当初は藤千代とお付きの老鼓師を退避させた後に実行する手はずだったが、彼女たちに退避を拒まれたため、やむを得ずスイッチが押される。しかし、水野が事前に起爆装置の配電盤を破壊していたため作戦は失敗に終わる。藤千代は演舞を終え、唯一観客席に残った水野と抱擁を交わすが、彼女は隠し持っていたライターでホールに充満したガスに着火し、大ホールは大爆発の業火に包まれる。警察や群衆が見守る中、やがて会場から這い出てきたガス人間は発光しながら水野の姿に戻り、藤千代の着物の欠片を握りしめたまま焼死体となって息絶えるのだった。

## 登場キャラクター
ガス人間
パイロット志望の男性の水野が、宇宙旅行のための強靭な宇宙飛行士を作ろうとした佐野博士による、人間を細胞から変質させる体質改造実験が失敗して実験装置の中で240時間も眠った結果、ガス化が可能な肉体に変質した姿。右手を自分の胸に当てて精神を統一することにより、自在にガス化も実体化もできる。
元々は平凡な青年であったが、能力を得たことによって全能感を抱き、情念が暴走して銀行強盗や殺人もいとわなくなる。
- 脚本第2稿では、警察に対する警告として刑事の妻子を殺害するシーンが存在し、『電送人間』のように冷徹な怪物としての側面も描かれていた。
- 水野役の土屋嘉男は、食事制限による役作りを経て痩せた姿となり、犠牲者としての悲劇性を強調している。また、鼻の詰まったような声にすることにより、病身であることを表現している。一方、演技は自然体で無駄のない芝居であったと述べている。
- 当初、プロデューサーの田中友幸はこの役を中丸忠雄に演じてもらおうと声をかけたが、断られている。詳細は電送人間#登場キャラクターを参照。

## キャスト
- 岡本賢治[出典 9]（警部補[出典 10]）：三橋達也
- 藤千代[出典 11][注釈 9]（日本舞踊春日流家元[35]）：八千草薫
- ガス人間・水野[出典 12]：土屋嘉男
- 甲野京子[出典 13]（婦人記者[15][35]）：佐多契子
- 田宮博士[33][34]：伊藤久哉
- 田端警部[33][34]（捜査一課[35]）：田島義文
- 稲尾刑事[33][36]：小杉義男
- 佐野博士[33][24][注釈 10]：村上冬樹
- 猫背の老人鼓師[33]（老鼓師[24][36]）：左卜全
- 警視庁幹部1[33][34]：佐々木孝丸
- 葉山[33][24]（東都新報重役[35]）：山田巳之助
- 池田[33][24]（社会部デスク[35]）：松村達雄
- 銀行の支配人[33][24]：宮田羊容
- 藤田刑事[33][24]：三島耕
- 川崎[33][24]（警視庁記者クラブ[35]）：野村浩三
- 西山[33][24]（銀行強盗犯[35]）：山本廉
- 紋太夫[33][24]（舞踏家[35]）：松本染升
- 相見巡査[33][24]：堤康久
- 図書館の男[33][注釈 11]：山田彰
- 留置場の看守2[33][24]：広瀬正一
- 戸部[33][24]（編集局長[35]）：中村哲
- 里代[33][24]（紋太夫の妻[35]）：塩沢とき
- 梶本[33][24]（東都新報重役[35]）：熊谷二良
- 大崎刑事[33][24]：坪野鎌之
- 中谷巡査[33][24]：緒方燐作
- 留置場の看守1[33][24]（老看守[39]）：榊田敬二
- 観客の男1[24][注釈 12]：岡豊
- 警視庁幹部2[33][24]：山田圭介
- 堀田刑事[33][24]：権藤幸彦
- 警視庁幹部3[33][24]：草間璋夫
- 鎌田[出典 14]（鑑識[35]）：松本光男
- 観客の男2[33][24]：佐藤功一
- 図書館員[35]（図書館上司[43][44]）：安芸津広
- 銀行員[35]：澁谷英男
- 記者[35]：橘正晃
- 観客の男3[33]：黒田忠彦
- 留置所の女[35]：藤野珠美
- 記者[35]：伊藤実、大前亘
- 藤千代の車の運転手[45][35]：速水洸
- 銀行員[35][注釈 13]：鈴川二良
- 留置場の男[47][35]：広田新二郎

### ノンクレジット（キャスト）
- 記者：今井和雄[48]
- 観客の男：成田孝[48]
- 刑事：光秋次郎[49][50]
- 黒メガネの銀行客[51]：中島春雄
- 銀行員[51][52]（受付係[44]）：寺沢弘子
- 囚人：坂本晴哉[53]
- 長唄[35]：富士田吉四郎、柏庄太郎、杵屋胡十郎、芳村久太郎
- 三味線[35]：杵屋勝四郎、杵屋和喜輔、杵屋和四之、杵屋和四三郎、杵屋和之助
- 囃笛[35]：鳳声信秀
- 小鼓：堅田喜四郎、堅田喜三郎、堅田喜三久
- 大太鼓[35]：福原宏

## スタッフ
参照
- 製作：田中友幸
- 脚本：木村武
- 撮影：小泉一
- 美術：清水喜代志
- 録音：藤好昌生、宮崎正信
- 照明：髙島利雄
- 特殊技術
  - 光学撮影：荒木秀三郎
  - 撮影：有川貞昌
  - 美術：渡辺明
  - 照明：岸田九一郎
- 音楽：宮内國郎
- 作詞：片山貞一
- 作曲：杵屋勝四郎
- 作調：堅田喜四郎
- 振付：若柳美東理樹
- 監督助手：梶田興治
- 編集：平一二
- 現像：東京現像所
- 製作担当者：坂本泰明
- 特技監督：円谷英二
- 監督：本多猪四郎

### ノンクレジット（スタッフ）
- 原作：ジョン・メレディス・ルーカス（英語版）『ガス人間』[7][18]
- 監督助手（本編）：中野昭慶[8][54]
- 監督助手（特撮チーフ）：浅井正勝[要出典]

## 製作
怪奇空想科学映画シリーズと銘打たれた検討用台本が『電送人間』の検討用台本とほぼ同時期に完成しており、当初よりシリーズ物として製作が進められた。検討用台本では、体をガス化する宇宙人の話であった。脚本の木村武は、ジョン・メレディス・ルーカスの小説『ガス人間』に着想を得たとされ、クレジットにはないが脚本には原作と明記していた。
『電送人間』では当時多忙であった本多猪四郎に代わって福田純が監督を務めたが、本作品では本多が監督する予定だった『今日もわれ大空にあり』が製作中止になったため、監督を務めることとなった。本多は、ガス人間の演出にあたってナメクジが煙とともに空中転移するという伝承をイメージしたという。
小松崎茂は以前の東宝特撮でメカニックデザインやそれに関連したピクトリアルスケッチを手掛けていたが、本作品では映画全体のストーリーボードを描いており、画面構成力の高さが映像にも反映されている。
音楽は宮内國郎が担当。宮内は、本多や円谷から具体的な指示はなく、打ち合わせは助監督の梶田興治と行ったと述べている。本作品のBGMは、後に宮内が音楽を担当した『ウルトラQ』や『ウルトラマン』に流用された。『ウルトラマン』の初のサウンドトラック・アルバム『ウルトラマン 総音楽集』（1991年、キングレコード）は、ボーナス・トラックとして本作品のBGMが未使用分も含めて全曲収録されたほか、ライナーノーツには本作品のデータや解説、楽曲メニューなどが記載され、本作品のサウンドトラック・アルバムを兼ねた内容になっている。
劇中で藤千代が披露する「情鬼」は、本作品のために創作された演目である。藤千代役の八千草薫は、宝塚出身で日本舞踊もこなせることから起用された。
水野が務める図書館のシーンは、国立国会図書館支部上野図書館にて撮影された。
水野に対する藤千代の感情について、土屋は一緒に自殺したのだから水野を愛していたのだろうと解釈している。一方、本多は情にほだされただけで根底では男女の愛情に至っていなかったと解釈しており、土屋の解釈については水野の立場であればそういう見方が当然だろうと述べている。
英語版では、水野の独白から物語が始まるなど、オリジナルとは異なる編集となっている。土屋は、英題の『The Human Vapor』が好きだと述べており、『ガス人間』ではおならをしているようで撮影中から気に入らなかったという。

## 特撮
本作品の特撮はガス人間の描写が中心となっており、前半部分には特撮が用いられていない。
本作品で最もスタッフが苦労したのは、人体がガス化したりガスが固まって人体に戻ったりという視覚効果である。特殊撮影の責任者である円谷英二は、過去に『美女と液体人間』で使用した「膨らませたゴム人形の空気を抜いてしぼませる」という方法で人間が溶かされていく描写を表現したが、本作品でも同様の方法を採用した。
ガス人間役の土屋嘉男の顔面および全身から形取りした本物そっくりの空気ゴム人形を作り、膨らませた状態で衣裳を着せ、ピアノ線で吊り上げて補助しながら立たせておく。衣裳の内側にはドライアイスの粒がいくつも仕込まれており、人形の足元にはぬるま湯を入れたタライがある。人形の空気を抜いてしぼませると衣裳内側のドライアイスが落下し、ぬるま湯の中に沈む。空気の減り具合に合わせてピアノ線の補助をゆるめて下ろしていけば、ゴム人形は衣裳と共にゆっくりとその場にへたり込み、襟や袖の隙間からモクモクとドライアイスの蒸気を吐き出す。この仕掛けを足元のタライが写り込まないように撮影し、その上に光学合成で青白く光るガスを焼きつけ、「自由にガス化する超能力」を表現した。このゴム人形がはっきりと映し出されるのは予告編のみである。ドライアイスは他のシーンでも用いており、送風などで意志を持ったガスが動いているように演出している。
ガス化した状態の合成は、『電送人間』のように輪郭に合わせるのではなく、少し大きめに合成することで、膨張したガスの状態を表現している。
照明を担当した高島利雄は、合成の詳細がわからないまま、ここに人が入るのだろうという曖昧な想定で光を当てていたという。
クライマックスの劇場での火災はミニチュアによって表現されているが、実際の建物からの映像の切り替えに違和感が少ないと評価されている。

## 続編企画
本作品は東洋的な要素が受け、アメリカで大ヒットした。そこで、アメリカの映画会社によって『フランケンシュタイン対ガス人間』という続編が企画された。アメリカで企画書を見た田中友幸が土屋に語ったところによれば、「藤千代をよみがえらせるためにガス人間がフランケンシュタイン博士を探す」というものだったという。関沢新一による第1稿のシナリオも作られ、1963年5月には東宝の制作ラインナップに正式に上がっていたが、映像化には至らなかった。この企画は後の『フランケンシュタイン対地底怪獣』につながる。

## 映像ソフト
- VHS 品番 TG4340[74]
- DVD
  - 2007年2月23日に発売された。オーディオコメンタリーは八千草薫。同日に発売されたDVD-BOX「東宝特撮 空想科学箱」にも収録[75]。
  - 2014年2月7日に期間限定プライス版として再発売された。
  - 2015年7月15日に東宝DVD名作セレクションとして再発売された。
- Blu-ray Disc
  - 2021年11月に、「変身人間シリーズBlu-ray」（『透明人間』『美女と液体人間』『電送人間』と同時収録）として初発売された[76]。

## 舞台版
2009年10月3日から同年10月30日まで、シアタークリエにて『ガス人間第1号』のタイトルで舞台化。脚色・演出は後藤ひろひと。原作の「異端者の悲恋」をテーマに、設定を現代に置き換えてコメディ要素もふんだんに取り入れた作品となっている。
出演は、高橋一生、中村中、中山エミリ、伊原剛志、水野久美、三谷昇、山里亮太など。

## 配信ドラマ
2024年5月7日、『新感染 ファイナル・エクスプレス』（2016年）などの監督で知られるヨン・サンホによる脚本と製作総指揮、『ガンニバル』（2022年）などの監督で知られる片山慎三による演出、Netflixジャパンによる配信のもと、蒼井優と小栗旬が出演するリブート版『ガス人間』の制作開始が報じられた。韓国のWOW POINTと日本のTOHOスタジオの共同制作による8部作シリーズであり、同年下半期に撮影突入を予定しているという。

### スタッフ（配信ドラマ）
参照
- エグゼクティブプロデューサー：ヨン・サンホ
- 監督：片山慎三
- 脚本：ヨン・サンホ、リュ・ヨンジェ
- 企画・製作：東宝
- 共同企画・制作：WOW POINT
- 制作プロダクション：TOHOスタジオ
- 配信：Netflix